# Efficiëntie en effectiviteit
Efficiëntie en effectiviteit zijn twee gerelateerde begrippen met een delicaat maar niettemin belangrijk verschil in de betekenis. Ze worden regelmatig per abuis door elkaar gebruikt.
Doelmatigheid of efficiëntie is het bereiken van een doel met gebruik van zo weinig mogelijk middelen. Een proces is doelmatig als het ten opzichte van een norm weinig middelen gebruikt. Deze middelen kunnen bijvoorbeeld betrekking hebben op tijd, inspanning arbeidsuren, grondstoffen of geld. Het voorkomen van verspilling is vaak een goede manier om de doelmatigheid te vergroten.
Doeltreffendheid of effectiviteit geeft aan dat het doel van een activiteit gerealiseerd wordt. Bij procesmatige activiteiten wordt doeltreffendheid of effectiviteit soms gebruikt om aan te geven welk percentage van de producten tot stand komt. Dat is feitelijk het omgekeerde van uitval, eigenlijk is dat een vorm het voorkomen van verspilling, en dus een vorm doelmatigheid.
Efficiëntie kent een voornamelijk kwantitatieve benadering; effectiviteit kan daarentegen ook kwalitatieve beoordelingselementen omvatten. Normaliter probeert men processen zo te organiseren dat ze zowel efficiënt als effectief zijn. Dan spreekt men ook wel van het verhogen van de productiviteit. Dit is niet altijd vanzelfsprekend omdat efficiëntie-doelstellingen in conflict kunnen komen met de effectiviteit.
Naast doelmatigheid en doeltreffendheid zijn er nog twee aanverwante begrippen:
- Doelgerichtheid is de mate waarin een individu of organisatie zich richt of kan richten op het behalen van een doel.
- Doelbewustheid is de mate waarin een individu of een organisatie zich bewust is van het doel, of de mate waarin het doel gekend wordt.

## De samenhang
Doelbewustheid is een voorwaarde voor doelgerichtheid, wat op zijn beurt een voorwaarde is van doeltreffendheid, en wat op zijn beurt weer een voorwaarde is voor doelmatigheid. Het gaat hier om 'noodzakelijke voorwaarden'. Zonder doeltreffendheid is een bepaalde mate van doelmatigheid niet denkbaar. 
| Begrip       | Metafoor van de chauffeur                                  | Metafoor van de schutter                      |
| ------------ | ---------------------------------------------------------- | --------------------------------------------- |
| Doelmatig    | De kortste weg naar de bestemming.                         | Een mug met een vliegenmepper raken.          |
| Doeltreffend | Een willekeurige weg naar de bestemming.                   | Met een kanon op een mug schieten (en raken). |
| Doelgericht  | Weten waar de bestemming is, maar de weg er naar toe niet. | Gericht schot lossen.                         |
| Doelbewust   | Weten wat de bestemming is, maar niet waar die ligt.       | Een schot in het duister lossen.              |